# Margaret Irving
Pour les articles homonymes, voir Irving.
Margaret Irving (nom de scène de Margaret Elizabeth Feidler), née le 18 janvier 1898 à Pittsburgh (Pennsylvanie) et morte le 5 mars 1988 à Los Angeles (Californie), est une actrice américaine.

## Biographie
Margaret Irving débute au théâtre et joue notamment à Broadway (New York) entre 1917 et 1948, principalement dans des comédies musicales et revues (auxquelles s'ajoutent quelques pièces), dont les revues Ziegfeld Follies de 1919 (avec Eddie Cantor et Marilyn Miller) et 1920 (avec Fanny Brice et W. C. Fields), la comédie musicale Animal Crackers (en) de Bert Kalmar et Harry Ruby (1928-1929, avec les Marx Brothers et Margaret Dumont), la pièce Le Nouveau Testament de Sacha Guitry (1939, avec Jessie Royce Landis et Anita Sharp-Bolster) et, pour sa dernière prestation à Broadway, la pièce Joyeux Anniversaire (en) d'Anita Loos (1946-1948, avec Helen Hayes et Louis Jean Heydt).
Au cinéma, elle contribue à trente-et-un films américains, les deux premiers muets, dont The Man from M.A.R.S. (en) de Roy William Neill (1922, avec Grant Mitchell). Son premier film parlant est L'Explorateur en folie de Victor Heerman, adaptation de la pièce précitée Animal Crackers, où les Marx Brothers, Margaret Dumont et elle reprennent leurs rôles respectifs créés sur scène.
Parmi ses films notables suivants, mentionnons San Francisco de W. S. Van Dyke (1936, avec Clark Gable et Jeanette MacDonald), Hommes du monde de Jean Yarbrough et Erle C. Kenton (1944, avec Bud Abbott et Lou Costello), ainsi que La Danseuse et le Milliardaire d'Edward Buzzell (1955, avec Rory Calhoun et Piper Laurie), son dernier film.
À la télévision américaine enfin, elle apparaît dans six séries, depuis The People's Choice (en) (95 épisodes, 1955-1958) jusqu'à une ultime prestation dans un épisode (1960) de 77 Sunset Strip, après quoi elle se retire définitivement.
Margaret Irving meurt en 1988, à 90 ans.

## Théâtre à Broadway (intégrale)

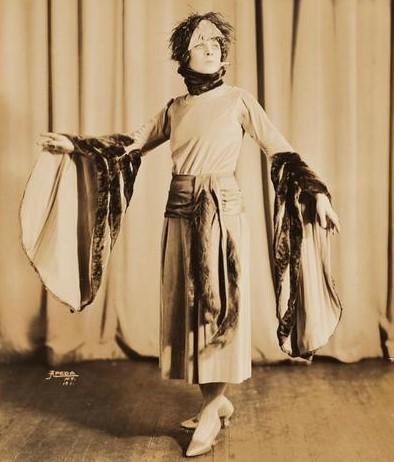
En 1921 à Broadway, dans la Music Box Revue of 1921

- 1917-1918 : Jack O'Lantern, comédie musicale, musique d'Ivan Caryll, lyrics et livret d'Anne Caldwell et R. H. Burnside : la dame des rêves
- 1919 : Ziegfeld Follies of 1919, revue, musique de divers compositeurs (dont Irving Berlin et Victor Herbert), lyrics et sketches de divers auteurs, décors de Joseph Urban : Ziegfeld Girl
- 1920 : Ziegfeld Follies of 1920, revue, musique de divers compositeurs (dont Irving Berlin et Victor Herbert), lyrics et sketches de divers auteurs, décors de Joseph Urban : Ziegfeld Girl
- 1921-1922 : Music Box Revue of 1921, musique et lyrics d'Irving Berlin, sketches de divers auteurs, mise en scène d'Hassard Short : Revue Girl
- 1922-1923 : Music Box Revue of 1922, musique, lyrics et sketches d'Irving Berlin, mise en scène d'Hassard Short : Revue Girl
- 1925 : Mercenary Mary, comédie musicale, musique, lyrics et livret de William Friedlander et Con Conrad : June
- 1926-1928 : The Desert Song, opérette, musique de Sigmund Romberg, lyrics et livret d'Oscar Hammerstein II, Otto Harbach et Frank Mandell[1] : Clementina
- 1928-1929 : Animal Crackers (en), comédie musicale, musique et lyrics de Bert Kalmar et Harry Ruby, livret de George S. Kaufman et Morrie Ryskind : Mme Whitehead
- 1939 : Le Nouveau Testament (Where There's a Will), pièce de Sacha Guitry, adaptation et mise en scène d'Edward Stirling : Marguerite Worms
- 1939-1940 : Streets of Paris, revue, musique de James McHugh, lyrics d'Al Dubin, sketches de divers auteurs, chorégraphie de Robert Alton, costumes d'Irene Sharaff : la seconde dame / la première fille / l'infirmière
- 1940-1941 : Hold On to Your Hats (en), comédie musicale, musique de Burton Lane, lyrics de Yip Harburg, livret de Guy Bolton, Matt Brooks et Eddie Davis, décors et costumes de Raoul Pène Du Bois : Sierra
- 1943 : Hairpin' Harmony, comédie musicale, musique, lyrics et livret d'Harold Orlob : Mme Warren
- 1946-1948 : Joyeux Anniversaire (en) (Happy Birthday), pièce d'Anita Loos produite par Richard Rodgers et Oscar Hammerstein II, musique de scène de Robert Russell Bennett, mise en scène de Joshua Logan, décors et lumières de Jo Mielziner, costumes de Lucinda Ballard : Gail

## Filmographie partielle

### Cinéma
- 1922 : The Man from M.A.R.S. (en) ou Radio-Mania de Roy William Neill : Mary Langdon
- 1926 : The Broadway Boob (en) de Joseph Henabery : Mabel Golden
- 1930 : L'Explorateur en folie (Animal Crackers) de Victor Heerman : Mme Whitehead
- 1935 : Votez pour moi (Thanks a Million) de Roy Del Ruth : Mme Kruger
- 1936 : Suivez votre cœur (Follow Your Heart) d'Aubrey Scotto : Louise Masetti
- 1936 : San Francisco de W. S. Van Dyke : Della Bailey
- 1936 : Le Capitaine Bagarre (en) (Captain Calamity) de John Reinhardt : Mamie Gruen
- 1936 : Sa femme et sa secrétaire (Wife vs. Secretary) de Clarence Brown : Edna Wilson
- 1936 : Charlie Chan à l'Opéra (Charlie Chan at the Opera) de H. Bruce Humberstone : Lilli Rochelle
- 1937 : La Ville de l'or (The Outcasts of Poker Flat) de Christy Cabanne
- 1937 : Jeux de dames (Wife, Doctor and Nurse) de Walter Lang : Mme Cunningham
- 1937 : Men in Exile de John Farrow : la mère Haines
- 1938 : Un amour de gosse (Little Miss Roughneck) d'Aubrey Scotto : Gertrude Gert LaRue
- 1938 : Love, Honor and Behave de Stanley Logan
- 1938 : La Baronne et son valet (The Baroness and the Butler) de Walter Lang : la comtesse Olga
- 1938 : Frou-frou (The Toy Wife) de Richard Thorpe : Mme DeCambri
- 1938 : Amants (Sweethearts) de W. S. Van Dyke : Madame
- 1938 : Kentucky de David Butler : la spectatrice d'une course de chevaux
- 1939 : Mr. Moto's Last Warning de Norman Foster : Madame Delacour
- 1944 : Hommes du monde (In Society) de Jean Yarbrough et Erle C. Kenton : Mme Winthrop
- 1955 : La Danseuse et le Milliardaire (Ain’t Misbehavin’) d'Edward Buzzell : Mme Grumbacher

### Télévision
(séries)
- 1955-1958 : The People's Choice (en), 3 saisons, 95 épisodes : la tante Augusta Gus Bennett
- 1960 : 77 Sunset Strip, saison 2, épisode 14 Created He Them de George Waggner : Mme Logan